# Рудник Форарі

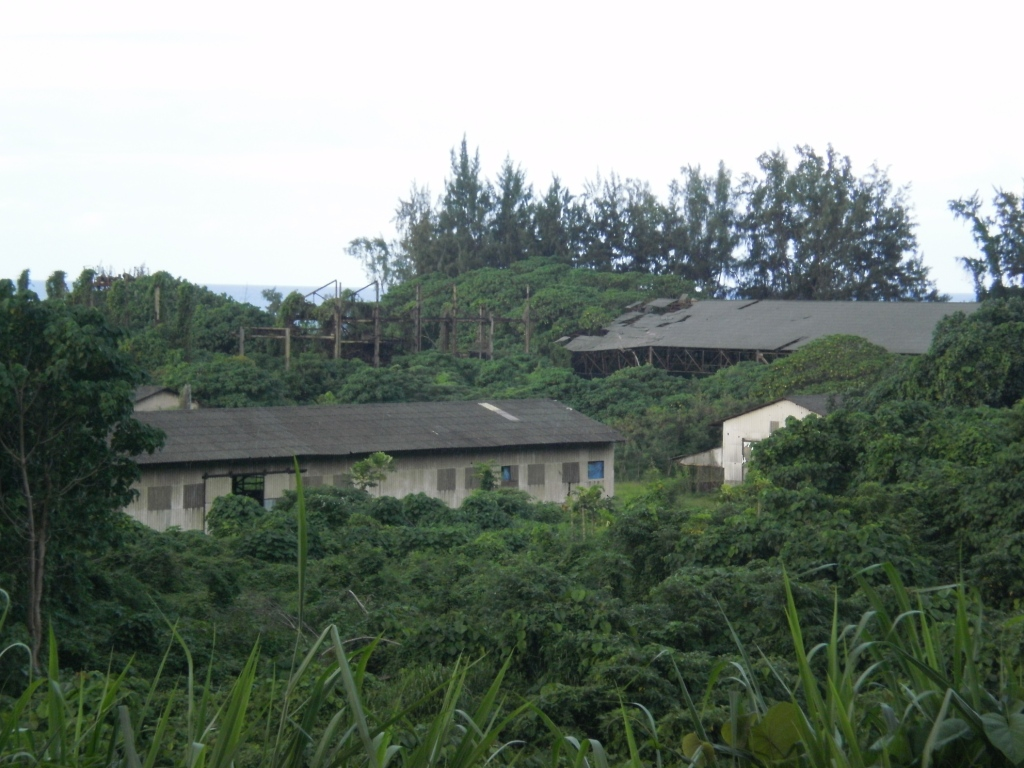
Рештки будівель берегового комплеку копальні

Рудник Форарі — колишній гірничодобувний майданчик у Меланезії, в державі Вануату, що діяв на острові Ефате.
Розробка марганцевого родовища Форарі стартувала в 1955 році та спершу провадилась компанією Compagnie Française des Phosphates de l'Océanie (CFPO). За десяток років на тлі несприятливої ринкової ситуації роботи зупинили, а копальня у 1965-му опинилась у руках Le Manganese de Vate (LMV).
У 1969-му австралійська компанія Consolidated Goldfiels відмовилась придбати рудник через обмежені запаси, які вона оцінила у 300 тисяч тонн руди зі вмістом марганцю 42 %. Втім, того ж року інший австралійський гірничодобувний бізнес Southland Mining придбав 50 % участі в LMV та оголосив про наміри перезапустити копальню з річною продуктивністю у 60 тисяч тонн руди для експорту до Японії. Згодом Southland Mining довела свою частку до 87,5 %.
Розробка велась відкритим способом за допомогою екскаватору з об'ємом ковша 16 м3, бульдозерів та форнтальних навантажувачів. Видобута руда автотранспортом доправлялась на розташовану у прибережній зоні збагачувальну фабрику, звідки отриманий концентрат подавали конвеєром для завантаження у судна. Береговий комплекс мав власну електростанцію, від якої протягнули кабель до розташованого за 3 кілометри видобувного майданчику.
У 1978-му рудник остаточно зупинився на тлі виснаження запасів. Втім, також є припущення, що на рішення інвестора полишити бізнес на Ефате могло вплинути проголошення в 1977-му незалежності Вануату, що створювало додаткові політичні та фінансові ризики (тоді як результати розвідувального буріння показували подальше поширення рудних тіл).
У 1990-х роках повідомлялось щодо угоди з американською компанією, яка бажала вивезти близько 0,5 млн тонн марганцевмісної породи, що залишилась після завершення роботи копальні. Втім, щодо реалізації цього плану нічого невідомо.